# Campeonato Mundial de Handebol Feminino de 2011
O Campeonato Mundial de Handebol/Andebol Feminino de 2011 foi a 20ª edição do principal evento organizado pela Federação Internacional de Handebol (IHF) e realizada entre 2 e 18 de dezembro, no Brasil. Foi o terceiro campeonato mundial organizado fora da Europa, depois da Coreia do Sul em 1990 e da China em 2009 e o primeiro no continente americano.

## Sedes
O Brasil foi designado pela IHF como sede do mundial feminino em fevereiro de 2009, após ser o único país a apresentar candidatura.
Inicialmente, o mundial seria realizado em Santa Catarina, mas como o estado não apresentou as garantias necessárias para a realização do evento, foi movido para São Paulo.
Quatro cidades foram selecionadas como sede: São Paulo, São Bernardo do Campo, Santos e Barueri.
| São Paulo                            | São Bernardo do Campo   |
| ------------------------------------ | ----------------------- |
| Ginásio do Ibirapuera                | Ginásio Adib Moyses Dib |
| Capacidade: 11 000                   | Capacidade: 7 000       |
|                                      |                         |
| Santos S. Bernardo São Paulo Barueri |                         |
| Santos                               | Barueri                 |
| Arena Santos                         | Ginásio José Corrêa     |
| Capacidade: 5 000                    | Capacidade: 5 000       |
|                                      |                         |

## Equipes qualificadas
Um total de 24 seleções nacionais obtiveram qualificação para o torneio. A definição das equipes participantes aconteceu de acordo com os resultados nos campeonatos continetais do ano anterior. Oito seleções europeias se classificaram através de play-offs realizados em junho de 2011.
| CAHB (3) - Angola - Costa do Marfim - Tunísia AHF (4) - China - Japão - Cazaquistão - Coreia do Sul | PATHF (4) - Brasil (sede) - Argentina - Cuba - Uruguai OHF (1) - Austrália | EHF (12) - Rússia (atual campeão) - Noruega (via Europeu) - Suécia (via Europeu) - Roménia (via Europeu) - Croácia - Dinamarca | EHF (continuação) - França - Alemanha - Islândia - Montenegro - Países Baixos - Espanha |  |

## Primeira fase
Nessa fase, as 24 equipes participantes foram divididas em quatro grupos com seis equipes cada. Após se enfrentarem no sistema de todos contra todos, dentro dos grupos, as quatro melhores equipes de cada grupo avançaram para a fase final, iniciando a partir das oitavas-de-final.
|  | Equipes classificadas para a fase final                             |
|  | Equipes classificadas para jogos de classificação (President's Cup) |

Todas as partidas seguem o fuso horário local (UTC-2).

### Grupo A
| Seleção    | P | J | V | E | D | GP  | GC  | SG  |
| ---------- | - | - | - | - | - | --- | --- | --- |
| Noruega    | 8 | 5 | 4 | 0 | 1 | 152 | 108 | +44 |
| Angola     | 6 | 5 | 3 | 0 | 2 | 129 | 129 | 0   |
| Montenegro | 6 | 5 | 3 | 0 | 2 | 143 | 115 | +28 |
| Islândia   | 6 | 5 | 3 | 0 | 2 | 109 | 112 | –3  |
| Alemanha   | 4 | 5 | 2 | 0 | 3 | 120 | 126 | –6  |
| China      | 0 | 5 | 0 | 0 | 5 | 98  | 161 | –63 |

| 3 de dezembro | Montenegro           | 21 – 22           | Islândia      | Arena Santos, Santos         |
| 15:00         | Popović, Bulatović 6 | (10–11) Relatório | Knútsdóttir 6 | Árbitro: BRA Menezes e Pinto |

| 3 de dezembro | Noruega   | 28 – 31           | Alemanha   | Arena Santos, Santos                           |
| 17:15         | Sulland 6 | (14–13) Relatório | Mietzner 8 | Público: 1 200 Árbitro: CRO Gubica e Milošević |

| 3 de dezembro | Angola                                  | 30 – 29           | China         | Arena Santos, Santos                        |
| 19:30         | Viegas, Calandula, L. Kiala, M. Kiala 5 | (10–12) Relatório | Zhao Jiaqin 6 | Público: 200 Árbitro: SWE Johansson e Kliko |

| 4 de dezembro | Alemanha   | 24 – 25           | Montenegro  | Arena Santos, Santos                        |
| 14:30         | Mietzner 8 | (10–12) Relatório | Bulatović 8 | Público: 400 Árbitro: SWE Johansson e Kliko |

| 4 de dezembro | China         | 16 – 43          | Noruega | Arena Santos, Santos                                  |
| 17:15         | Lan Chunlei 7 | (7–20) Relatório | Løke 7  | Público: 1 000 Árbitro: FRA Bonaventura e Bonaventura |

| 4 de dezembro | Islândia         | 24 – 28           | Angola     | Arena Santos, Santos                         |
| 19:30         | Sigurðardóttir 7 | (12–15) Relatório | M. Kiala 6 | Público: 450 Árbitro: CRO Gubica e Milošević |

| 6 de dezembro | Montenegro | 28 – 26           | Angola     | Arena Santos, Santos                                |
| 15:00         | Popović 6  | (14–13) Relatório | M. Kiala 7 | Público: 350 Árbitro: FRA Bonaventura e Bonaventura |

| 6 de dezembro | Noruega   | 27 – 14          | Islândia         | Arena Santos, Santos                        |
| 17:15         | Sulland 6 | (14–7) Relatório | Sigurðardóttir 5 | Público: 700 Árbitro: SWE Johansson e Kliko |

| 6 de dezembro | Alemanha             | 23 – 22          | China    | Arena Santos, Santos                      |
| 19:30         | Mietzner, Langkeit 4 | (7–12) Relatório | Li Yao 5 | Público: 400 Árbitro: BRA Menezes e Pinto |

| 7 de dezembro | Montenegro  | 42 – 15          | China         | Arena Santos, Santos                         |
| 15:00         | Radičević 9 | (19–7) Relatório | Lan Chunlei 4 | Público: 200 Árbitro: CRO Gubica e Milošević |

| 7 de dezembro | Angola     | 20 – 26           | Noruega    | Arena Santos, Santos                      |
| 17:15         | M. Kiala 7 | (10–16) Relatório | Sulland 10 | Público: 800 Árbitro: BRA Menezes e Pinto |

| 7 de dezembro | Islândia      | 26 – 20           | Alemanha   | Arena Santos, Santos                                |
| 19:30         | Knútsdóttir 9 | (13–12) Relatório | Mietzner 8 | Público: 500 Árbitro: FRA Bonaventura e Bonaventura |

| 9 de dezembro | Angola     | 25 – 22           | Alemanha   | Arena Santos, Santos                         |
| 15:00         | L. Kiala 8 | (14–10) Relatório | Mellbeck 7 | Público: 400 Árbitro: CRO Gubica e Milošević |

| 9 de dezembro | Noruega   | 28 – 27           | Montenegro           | Arena Santos, Santos                                |
| 17:15         | Sulland 9 | (15–11) Relatório | Popović, Bulatović 7 | Público: 800 Árbitro: FRA Bonaventura e Bonaventura |

| 9 de dezembro | China    | 15 – 23          | Islândia      | Arena Santos, Santos           |
| 19:30         | Wu Yin 5 | (9–12) Relatório | Skúladóttir 8 | Árbitro: SWE Johansson e Kliko |

### Grupo B
| Seleção       | P  | J | V | E | D | GP  | GC  | SG   |
| ------------- | -- | - | - | - | - | --- | --- | ---- |
| Rússia        | 10 | 5 | 5 | 0 | 0 | 181 | 99  | +82  |
| Espanha       | 8  | 5 | 4 | 0 | 1 | 151 | 108 | +43  |
| Coreia do Sul | 6  | 5 | 3 | 0 | 2 | 164 | 124 | +40  |
| Países Baixos | 4  | 5 | 2 | 0 | 3 | 164 | 142 | +22  |
| Cazaquistão   | 2  | 5 | 1 | 0 | 4 | 114 | 133 | –19  |
| Austrália     | 0  | 5 | 0 | 0 | 5 | 52  | 219 | –167 |

| 3 de dezembro | Cazaquistão  | 37 – 9           | Austrália       | Ginásio José Corrêa, Barueri             |
| 15:45         | Volnukhina 7 | (20–6) Relatório | Hudson-Gofers 3 | Público: 200 Árbitro: TUN Abid e Chaouch |

| 3 de dezembro | Rússia               | 39 – 24           | Coreia do Sul | Ginásio José Corrêa, Barueri               |
| 18:00         | Bliznova, Khmyrova 6 | (19–13) Relatório | Woo Sun-Hee 7 | Público: 300 Árbitro: DEN Gjeding e Hansen |

| 3 de dezembro | Países Baixos    | 27 – 34           | Espanha                   | Ginásio José Corrêa, Barueri                  |
| 20:15         | van der Wissel 6 | (15–18) Relatório | Martín, Mangué, Aguilar 6 | Público: 300 Árbitro: CIV Diabate e Coulibaly |

| 4 de dezembro | Coreia do Sul                            | 31 – 19          | Cazaquistão  | Ginásio José Corrêa, Barueri                  |
| 15:45         | Woo Sun-Hee, Sim Hae-In, Choi Im-Jeong 4 | (16–4) Relatório | Nedopekina 5 | Público: 300 Árbitro: CIV Diabate e Coulibaly |

| 4 de dezembro | Espanha  | 22 – 28          | Rússia   | Ginásio José Corrêa, Barueri              |
| 18:00         | Martín 5 | (9–14) Relatório | Levina 7 | Público: 300 Árbitro: ARG Marina e Minore |

| 4 de dezembro | Austrália  | 15 – 53          | Países Baixos | Ginásio José Corrêa, Barueri               |
| 20:15         | Fletcher 4 | (6–27) Relatório | Polman 11     | Público: 300 Árbitro: DEN Gjeding e Hansen |

| 6 de dezembro | Rússia     | 45 – 8           | Austrália | Ginásio José Corrêa, Barueri                  |
| 15:45         | Bliznova 8 | (21–4) Relatório | Cook 2    | Público: 500 Árbitro: CIV Diabate e Coulibaly |

| 6 de dezembro | Cazaquistão    | 20 – 32          | Países Baixos | Ginásio José Corrêa, Barueri              |
| 18:00         | Baranovskaya 6 | (8–18) Relatório | Abbingh 7     | Público: 200 Árbitro: ARG Marina e Minore |

| 6 de dezembro | Coreia do Sul   | 26 – 29           | Espanha  | Ginásio José Corrêa, Barueri               |
| 20:15         | Choi Im-Jeong 8 | (12–13) Relatório | Mangué 6 | Público: 200 Árbitro: DEN Gjeding e Hansen |

| 7 de dezembro | Países Baixos    | 26 – 35           | Rússia     | Ginásio José Corrêa, Barueri               |
| 15:45         | van der Wissel 7 | (10–18) Relatório | Bodnieva 7 | Público: 400 Árbitro: DEN Gjeding e Hansen |

| 7 de dezembro | Cazaquistão  | 18 – 27          | Espanha  | Ginásio José Corrêa, Barueri                  |
| 18:00         | Volnukhina 6 | (8–11) Relatório | Alonso 6 | Público: 450 Árbitro: CIV Diabate e Coulibaly |

| 7 de dezembro | Austrália | 11 – 45          | Coreia do Sul     | Ginásio José Corrêa, Barueri             |
| 20:15         | Cook 5    | (3–24) Relatório | Yoon Hyun-Kyung 7 | Público: 200 Árbitro: TUN Abid e Chaouch |

| 9 de dezembro | Espanha  | 39 – 9           | Austrália              | Ginásio José Corrêa, Barueri                  |
| 15:45         | Alonso 7 | (18–5) Relatório | Fletcher, Cook, Boyd 3 | Público: 300 Árbitro: CIV Diabate e Coulibaly |

| 9 de dezembro | Países Baixos | 26 – 38           | Coreia do Sul                 | Ginásio José Corrêa, Barueri              |
| 18:00         | Abbingh 4     | (10–18) Relatório | Kim Cha-Youn, Choi Im-Jeong 8 | Público: 300 Árbitro: ARG Marina e Minore |

| 9 de dezembro | Rússia  | 34 – 19           | Cazaquistão  | Ginásio José Corrêa, Barueri             |
| 20:15         | Turey 7 | (13–13) Relatório | Volnukhina 6 | Público: 200 Árbitro: TUN Abid e Chaouch |

### Grupo C
| Seleção | P  | J | V | E | D | GP  | GC  | SG  |
| ------- | -- | - | - | - | - | --- | --- | --- |
| Brasil  | 10 | 5 | 5 | 0 | 0 | 162 | 128 | +34 |
| França  | 8  | 5 | 4 | 0 | 1 | 165 | 103 | +62 |
| Roménia | 5  | 5 | 2 | 1 | 2 | 139 | 155 | –16 |
| Japão   | 5  | 5 | 2 | 1 | 2 | 138 | 156 | –18 |
| Tunísia | 2  | 5 | 1 | 0 | 4 | 141 | 150 | –9  |
| Cuba    | 0  | 5 | 0 | 0 | 5 | 119 | 172 | –53 |

| 2 de dezembro | Brasil     | 37 – 21          | Cuba      | Ginásio do Ibirapuera, São Paulo                |
| 21:00         | da Silva 8 | (14–7) Relatório | Ramírez 9 | Público: 3 000 Árbitro: NOR Arntsen e Gullaksen |

| 3 de dezembro | Romênia | 30 – 28           | Tunísia                      | Ginásio do Ibirapuera, São Paulo                |
| 15:00         | Fiera 8 | (14–15) Relatório | Marzouk, Chebbah, Khouildi 5 | Público: 500 Árbitro: QAT Al Suwaidi e Bamatraf |

| 3 de dezembro | França   | 41 – 22           | Japão   | Ginásio do Ibirapuera, São Paulo         |
| 17:15         | Ayglon 6 | (18–13) Relatório | Fujii 6 | Público: 500 Árbitro: ISR Cohen e Peretz |

| 5 de dezembro | Cuba     | 27 – 33           | Roménia                             | Ginásio do Ibirapuera, São Paulo    |
| 15:00         | Lusson 8 | (14–20) Relatório | Farcău, Vărzaru, Chirilă, Băbeanu 5 | Público: 300 Árbitro: CHN Liu e Liu |

| 5 de dezembro | Tunísia   | 17 – 25          | França   | Ginásio do Ibirapuera, São Paulo         |
| 17:15         | Chebbah 6 | (9–12) Relatório | Deroin 6 | Público: 500 Árbitro: ESP García e Marín |

| 5 de dezembro | Japão       | 24 – 32           | Brasil       | Ginásio do Ibirapuera, São Paulo              |
| 19:45         | Kamimachi 7 | (12–16) Relatório | Nascimento 7 | Público: 1 500 Árbitro: LTU Gatelis e Mazeika |

| 6 de dezembro | Tunísia    | 32 – 29           | Cuba    | Ginásio do Ibirapuera, São Paulo              |
| 15:00         | Khouildi 8 | (18–11) Relatório | Gómez 9 | Público: 200 Árbitro: NOR Arntsen e Gullaksen |

| 6 de dezembro | Romênia         | 28 – 28           | Japão    | Ginásio do Ibirapuera, São Paulo         |
| 17:15         | Ardean-Elisei 9 | (13–12) Relatório | Fujii 11 | Público: 600 Árbitro: ESP García e Marín |

| 6 de dezembro | França   | 22 – 26           | Brasil      | Ginásio do Ibirapuera, São Paulo                  |
| 19:45         | Pineau 5 | (17–10) Relatório | Rodrigues 6 | Público: 3 500 Árbitro: QAT Al Suwaidi e Bamatraf |

| 8 de dezembro | Japão    | 32 – 31           | Tunísia  | Ginásio do Ibirapuera, São Paulo            |
| 15:00         | Fujii 11 | (16–16) Relatório | Toumi 12 | Público: 500 Árbitro: LTU Gatelis e Mazeika |

| 8 de dezembro | França    | 38 – 18          | Cuba      | Ginásio do Ibirapuera, São Paulo              |
| 17:15         | Spincer 6 | (17–8) Relatório | Ramírez 5 | Público: 1 000 Árbitro: JPN Hizaki e Ikebuchi |

| 8 de dezembro | Brasil       | 33 – 28           | Roménia           | Ginásio do Ibirapuera, São Paulo           |
| 19:45         | Nascimento 8 | (14–11) Relatório | Brădeanu, Curea 5 | Público: 3 000 Árbitro: ISR Cohen e Peretz |

| 9 de dezembro | Cuba        | 24 – 32          | Japão        | Ginásio do Ibirapuera, São Paulo    |
| 15:00         | Fernández 9 | (9–16) Relatório | Kamimachi 10 | Público: 200 Árbitro: CHN Liu e Liu |

| 9 de dezembro | Romênia | 20 – 39           | França      | Ginásio do Ibirapuera, São Paulo         |
| 17:15         | Manea 4 | (12–20) Relatório | Baudouin 10 | Público: 600 Árbitro: ESP García e Marín |

| 9 de dezembro | Brasil   | 34 – 33           | Tunísia    | Ginásio do Ibirapuera, São Paulo                  |
| 19:45         | Cararo 8 | (16–20) Relatório | Marzouk 10 | Público: 1 500 Árbitro: QAT Al Suwaidi e Bamatraf |

### Grupo D
| Seleção         | P  | J | V | E | D | GP  | GC  | SG  |
| --------------- | -- | - | - | - | - | --- | --- | --- |
| Dinamarca       | 10 | 5 | 5 | 0 | 0 | 148 | 78  | +70 |
| Croácia         | 8  | 5 | 4 | 0 | 1 | 150 | 112 | +38 |
| Suécia          | 6  | 5 | 3 | 0 | 2 | 141 | 97  | +44 |
| Costa do Marfim | 4  | 5 | 2 | 0 | 3 | 118 | 145 | –27 |
| Uruguai         | 2  | 5 | 1 | 0 | 4 | 82  | 159 | –77 |
| Argentina       | 0  | 5 | 0 | 0 | 5 | 77  | 135 | –58 |

| 3 de dezembro | Suécia              | 37 – 11           | Argentina | Ginásio Adib Moyses Dib, São Bernardo do Campo |
| 13:00         | Boson, Fogelström 5 | (19–17) Relatório | Mendoza 3 | Árbitro: JPN Hizaki e Ikebuchi                 |

| 3 de dezembro | Dinamarca     | 36 – 10          | Uruguai | Ginásio Adib Moyses Dib, São Bernardo do Campo |
| 15:15         | Kristiansen 7 | (20–6) Relatório | Falco 3 | Público: 400 Árbitro: CHN Liu e Liu            |

| 3 de dezembro | Croácia   | 36 – 20           | Costa do Marfim | Ginásio Adib Moyses Dib, São Bernardo do Campo |
| 17:30         | Penezić 7 | (20–10) Relatório | Mambo 5         | Público: 400 Árbitro: LTU Gatelis e Mazeika    |

| 5 de dezembro | Costa do Marfim | 25 – 28           | Suécia    | Ginásio Adib Moyses Dib, São Bernardo do Campo  |
| 15:15         | Mambo 8         | (14–15) Relatório | Gulldén 5 | Público: 500 Árbitro: QAT Al Suwaidi e Bamatraf |

| 5 de dezembro | Argentina | 13 – 31          | Dinamarca     | Ginásio Adib Moyses Dib, São Bernardo do Campo |
| 17:45         | Salvado 4 | (5–18) Relatório | Kristiansen 6 | Público: 500 Árbitro: NOR Arntsen e Gullaksen  |

| 5 de dezembro | Uruguai  | 15 – 45          | Croácia   | Ginásio Adib Moyses Dib, São Bernardo do Campo |
| 20:00         | Castro 5 | (9–21) Relatório | Jovetić 6 | Público: 500 Árbitro: JPN Hizaki e Ikebuchi    |

| 6 de dezembro | Suécia    | 31 – 14          | Uruguai               | Ginásio Adib Moyses Dib, São Bernardo do Campo |
| 15:15         | Roberts 6 | (13–7) Relatório | Palla, Fynn, Castro 3 | Público: 400 Árbitro: JPN Hizaki e Ikebuchi    |

| 6 de dezembro | Dinamarca  | 23 – 19          | Croácia   | Ginásio Adib Moyses Dib, São Bernardo do Campo |
| 17:45         | Troelsen 6 | (10–8) Relatório | Penezić 9 | Público: 500 Árbitro: LTU Gatelis e Mazeika    |

| 6 de dezembro | Argentina          | 19 – 25          | Costa do Marfim | Ginásio Adib Moyses Dib, São Bernardo do Campo |
| 20:00         | Decilio, Mendoza 5 | (8–14) Relatório | Gondo, Toualy 5 | Público: 500 Árbitro: ISR Cohen e Peretz       |

| 8 de dezembro | Croácia  | 27 – 26           | Suécia        | Ginásio Adib Moyses Dib, São Bernardo do Campo |
| 15:00         | Franić 7 | (14–12) Relatório | Torstenson 10 | Público: 500 Árbitro: ESP García e Marín       |

| 8 de dezembro | Dinamarca | 38 – 17          | Costa do Marfim     | Ginásio Adib Moyses Dib, São Bernardo do Campo |
| 17:15         | Bille 8   | (22–7) Relatório | Mambo, Courcelles 3 | Público: 300 Árbitro: NOR Arntsen e Gullaksen  |

| 8 de dezembro | Uruguai  | 19 – 16           | Argentina | Ginásio Adib Moyses Dib, São Bernardo do Campo |
| 19:30         | Castro 6 | (11–11) Relatório | Mendoza 6 | Público: 200 Árbitro: CHN Liu e Liu            |

| 9 de dezembro | Costa do Marfim | 31 – 24           | Uruguai  | Ginásio Adib Moyses Dib, São Bernardo do Campo |
| 15:00         | Mambo 9         | (12–12) Relatório | Castro 8 | Público: 300 Árbitro: JPN Hizaki e Ikebuchi    |

| 9 de dezembro | Suécia | 19 – 20         | Dinamarca             | Ginásio Adib Moyses Dib, São Bernardo do Campo |
| 17:15         | Ahlm 8 | (8–9) Relatório | Jørgensen, Nørgaard 4 | Público: 1 500 Árbitro: LTU Gatelis e Mazeika  |

| 9 de dezembro | Croácia | 23 – 18          | Argentina | Ginásio Adib Moyses Dib, São Bernardo do Campo |
| 19:30         | Zebić 6 | (9–11) Relatório | Decilio 4 | Público: 400 Árbitro: ISR Cohen e Peretz       |

## President's Cup
As equipes colocadas no quinto e sexto lugares ao final da primeira fase disputaram a President's Cup para determinar as posições entre o 17º e 24º lugares.

### Disputa de 17º ao 20º lugar
| 11 de dezembro | Alemanha     | 37 – 14          | Cazaquistão  | Ginásio do Ibirapuera, São Paulo              |
| 11:45          | Nadgornaja 6 | (15–6) Relatório | Volnukhina 6 | Público: 100 Árbitro: NOR Arntsen e Gullaksen |

| 11 de dezembro | Tunísia    | 34 – 17           | Uruguai | Ginásio do Ibirapuera, São Paulo         |
| 14:30          | Elghaoui 9 | (14–10) Relatório | Palla 4 | Público: 100 Árbitro: ESP García e Marín |

### Disputa de 21º ao 24º lugar
| 11 de dezembro | China          | 45 – 11          | Austrália | Ginásio do Ibirapuera, São Paulo            |
| 17:15          | Lan Chunlei 11 | (22–4) Relatório | Cook 4    | Público: 100 Árbitro: JPN Hizaki e Ikebuchi |

| 11 de dezembro | Cuba    | 25 – 20           | Argentina | Ginásio do Ibirapuera, São Paulo                |
| 19:30          | Gómez 9 | (12–11) Relatório | Mendoza 4 | Público: 100 Árbitro: QAT Al Suwaidi e Bamutraf |

### Disputa pelo 23º lugar
| 12 de dezembro | Austrália       | 12 – 30          | Argentina | Ginásio Adib Moyses Dib, São Bernardo do Campo |
| 11:45          | Hudson-Gofers 4 | (4–12) Relatório | Ferrea 7  | Público: 100 Árbitro: CHN Liu e Liu            |

### Disputa pelo 21º lugar
| 12 de dezembro | China    | 30 – 29           | Cuba      | Ginásio Adib Moyses Dib, São Bernardo do Campo |
| 20:00          | Li Yao 8 | (15–13) Relatório | Lusson 10 | Público: 200 Árbitro: TUN Abid e Chaouch       |

### Disputa pelo 19º lugar
| 12 de dezembro | Cazaquistão   | 31 – 22          | Uruguai  | Ginásio do Ibirapuera, São Paulo          |
| 11:45          | Volnukhina 12 | (17–9) Relatório | Castro 8 | Público: 100 Árbitro: BRA Menezes e Pinto |

### Disputa pelo 17º lugar
| 12 de dezembro | Alemanha      | 33 – 25           | Tunísia   | Ginásio do Ibirapuera, São Paulo          |
| 17:15          | Nadgornaja 11 | (16–14) Relatório | Chebbah 5 | Público: 800 Árbitro: ARG Marina e Minore |

## Fase final
|  | Oitavas de final              | Oitavas de final           |                            |    | Quartas de final | Quartas de final |                            |                            | Semifinais | Semifinais |  |  | Final | Final |
|  |                               |                            |                            |    |                  |                  |                            |                            |            |            |  |  |       |       |
|  | 11 de dezembro – Barueri      |                            |                            |    |                  |                  |                            |                            |            |            |  |  |       |       |
|  |                               |                            |                            |    |                  |                  |                            |                            |            |            |  |  |       |       |
|  | Rússia                        | 30                         |                            |    |                  |                  |                            |                            |            |            |  |  |       |       |
|  | Rússia                        | 30                         | 14 de dezembro – São Paulo |    |                  |                  |                            |                            |            |            |  |  |       |       |
|  | Islândia                      | 19                         |                            |    |                  |                  |                            |                            |            |            |  |  |       |       |
|  | Islândia                      | 19                         | Rússia                     | 23 |                  |                  |                            |                            |            |            |  |  |       |       |
|  | 12 de dezembro – São Paulo    |                            | Rússia                     | 23 |                  |                  |                            |                            |            |            |  |  |       |       |
|  |                               | França                     | 25                         |    |                  |                  |                            |                            |            |            |  |  |       |       |
|  | Suécia                        | França                     | 25                         | 23 |                  |                  |                            |                            |            |            |  |  |       |       |
|  | Suécia                        |                            | 16 de dezembro – São Paulo | 23 |                  |                  |                            |                            |            |            |  |  |       |       |
|  | França                        | 26                         |                            |    |                  |                  |                            |                            |            |            |  |  |       |       |
|  | França                        | 26                         | França                     | 28 |                  |                  |                            |                            |            |            |  |  |       |       |
|  | 11 de dezembro – Santos       |                            | França                     | 28 |                  |                  |                            |                            |            |            |  |  |       |       |
|  |                               | Dinamarca                  | 23                         |    |                  |                  |                            |                            |            |            |  |  |       |       |
|  | Coreia do Sul                 | Dinamarca                  | 23                         | 29 |                  |                  |                            |                            |            |            |  |  |       |       |
|  | Coreia do Sul                 | 14 de dezembro – São Paulo |                            | 29 |                  |                  |                            |                            |            |            |  |  |       |       |
|  | Angola                        | 30                         |                            |    |                  |                  |                            |                            |            |            |  |  |       |       |
|  | Angola                        | 30                         | Angola                     | 23 |                  |                  |                            |                            |            |            |  |  |       |       |
|  | 12 de dezembro – São Bernardo |                            | Angola                     | 23 |                  |                  |                            |                            |            |            |  |  |       |       |
|  |                               | Dinamarca                  | 28                         |    |                  |                  |                            |                            |            |            |  |  |       |       |
|  | Dinamarca (pro)               | Dinamarca                  | 28                         | 23 |                  |                  |                            |                            |            |            |  |  |       |       |
|  | Dinamarca (pro)               |                            | 18 de dezembro – São Paulo | 23 |                  |                  |                            |                            |            |            |  |  |       |       |
|  | Japão                         | 22                         |                            |    |                  |                  |                            |                            |            |            |  |  |       |       |
|  | Japão                         | 22                         | França                     | 24 |                  |                  |                            |                            |            |            |  |  |       |       |
|  | 11 de dezembro – Santos       |                            | França                     | 24 |                  |                  |                            |                            |            |            |  |  |       |       |
|  |                               | Noruega                    | 32                         |    |                  |                  |                            |                            |            |            |  |  |       |       |
|  | Noruega                       | Noruega                    | 32                         | 34 |                  |                  |                            |                            |            |            |  |  |       |       |
|  | Noruega                       | 14 de dezembro – São Paulo |                            | 34 |                  |                  |                            |                            |            |            |  |  |       |       |
|  | Países Baixos                 | 22                         |                            |    |                  |                  |                            |                            |            |            |  |  |       |       |
|  | Países Baixos                 | 22                         | Noruega                    | 30 |                  |                  |                            |                            |            |            |  |  |       |       |
|  | 12 de dezembro – São Bernardo |                            | Noruega                    | 30 |                  |                  |                            |                            |            |            |  |  |       |       |
|  |                               | Croácia                    | 25                         |    |                  |                  |                            |                            |            |            |  |  |       |       |
|  | Roménia                       | Croácia                    | 25                         | 27 |                  |                  |                            |                            |            |            |  |  |       |       |
|  | Roménia                       |                            | 16 de dezembro – São Paulo | 27 |                  |                  |                            |                            |            |            |  |  |       |       |
|  | Croácia                       | 28                         |                            |    |                  |                  |                            |                            |            |            |  |  |       |       |
|  | Croácia                       | 28                         | Noruega                    | 30 |                  |                  |                            |                            |            |            |  |  |       |       |
|  | 11 de dezembro – Barueri      |                            | Noruega                    | 30 |                  |                  |                            |                            |            |            |  |  |       |       |
|  |                               | Espanha                    | 22                         |    | Terceiro lugar   | Terceiro lugar   |                            |                            |            |            |  |  |       |       |
|  | Montenegro                    | Espanha                    | 22                         | 19 | Terceiro lugar   | Terceiro lugar   |                            |                            |            |            |  |  |       |       |
|  | Montenegro                    | 14 de dezembro – São Paulo | 14 de dezembro – São Paulo | 19 |                  |                  | 18 de dezembro – São Paulo | 18 de dezembro – São Paulo |            |            |  |  |       |       |
|  | Espanha                       | 14 de dezembro – São Paulo | 14 de dezembro – São Paulo | 23 |                  |                  | 18 de dezembro – São Paulo | 18 de dezembro – São Paulo |            |            |  |  |       |       |
|  | Espanha                       | Espanha                    | 27                         | 23 | Dinamarca        | 18               |                            |                            |            |            |  |  |       |       |
|  | 12 de dezembro – São Paulo    | Espanha                    | 27                         |    | Dinamarca        | 18               |                            |                            |            |            |  |  |       |       |
|  |                               | Brasil                     | 26                         |    | Espanha          | 24               |                            |                            |            |            |  |  |       |       |
|  | Brasil                        | Brasil                     | 26                         | 35 | Espanha          | 24               |                            |                            |            |            |  |  |       |       |
|  | Brasil                        |                            |                            | 35 |                  |                  |                            |                            |            |            |  |  |       |       |
|  | Costa do Marfim               | 22                         |                            |    |                  |                  |                            |                            |            |            |  |  |       |       |
|  | Costa do Marfim               | 22                         |                            |    |                  |                  |                            |                            |            |            |  |  |       |       |

### Oitavas-de-final
| 11 de dezembro | Coreia do Sul    | 29 – 30           | Angola     | Arena Santos, Santos                                |
| 14:30          | Choi Im-Jeong 10 | (13–13) Relatório | L. Kiala 7 | Público: 600 Árbitro: FRA Bonaventura e Bonaventura |

| 11 de dezembro | Rússia     | 30 – 19           | Islândia      | Ginásio José Corrêa, Barueri              |
| 14:30          | Postnova 7 | (15–12) Relatório | Knútsdóttir 4 | Público: 400 Árbitro: ARG Marina e Minore |

| 11 de dezembro | Noruega | 34 – 22           | Países Baixos           | Arena Santos, Santos                      |
| 17:15          | Løke 8  | (15–11) Relatório | van der Heijden, Bont 5 | Público: 700 Árbitro: BRA Menezes e Pinto |

| 11 de dezembro | Montenegro  | 19 – 23          | Espanha     | Ginásio José Corrêa, Barueri               |
| 17:15          | Jovanović 5 | (9–11) Relatório | E. Pinedo 7 | Público: 400 Árbitro: DEN Gjeding e Hansen |

| 12 de dezembro | Suécia                | 23 – 26           | França     | Ginásio do Ibirapuera, São Paulo             |
| 14:30          | Torstenson, Gulldén 5 | (15–12) Relatório | Baudouin 6 | Público: 400 Árbitro: CRO Gubica e Milošević |

| 12 de dezembro | Romênia   | 27 – 28           | Croácia   | Ginásio Adib Moyses Dib, São Bernardo do Campo |
| 14:30          | Chirilă 6 | (18–15) Relatório | Penezić 6 | Público: 300 Árbitro: SWE Kliko e Johansson    |

| 12 de dezembro | Dinamarca  | 23 – 22 (pro)           | Japão   | Ginásio Adib Moyses Dib, São Bernardo do Campo |
| 17:15          | Troelsen 6 | (9–11; 19–19) Relatório | Fujii 8 | Público: 500 Árbitro: ISR Cohen e Peretz       |

| 12 de dezembro | Brasil        | 35 – 22          | Costa do Marfim | Ginásio do Ibirapuera, São Paulo              |
| 20:00          | Nascimento 10 | (15–8) Relatório | Mambo 8         | Público: 4 000 Árbitro: JPN Hizaki e Ikebuchi |

### Quartas-de-final
| 14 de dezembro | Rússia  | 23 – 25           | França      | Ginásio do Ibirapuera, São Paulo           |
| 11:45          | Turey 7 | (12–13) Relatório | Lacrabère 5 | Público: 2 000 Árbitro: ESP García e Marín |

| 14 de dezembro | Angola   | 23 – 28           | Dinamarca  | Ginásio do Ibirapuera, São Paulo              |
| 14:30          | Carlos 7 | (11–15) Relatório | Nørgaard 7 | Público: 2 000 Árbitro: LTU Gatelis e Mazeika |

| 14 de dezembro | Croácia   | 25 – 30           | Noruega | Ginásio do Ibirapuera, São Paulo                  |
| 17:15          | Penezić 4 | (12–16) Relatório | Løke 8  | Público: 1 300 Árbitro: QAT Al Suwaidi e Bumatraf |

| 14 de dezembro | Espanha  | 27 – 26           | Brasil                  | Ginásio do Ibirapuera, São Paulo             |
| 20:00          | Martín 8 | (19–17) Relatório | Nascimento, Cavaleiro 7 | Público: 6 000 Árbitro: DEN Gjeding e Hansen |

### Disputa de 5º ao 8º lugar
| 16 de dezembro | Rússia      | 41 – 31           | Angola      | Ginásio do Ibirapuera, São Paulo             |
| 11:45          | Shipilova 6 | (17–18) Relatório | Calandula 5 | Público: 200 Árbitro: CIV Coulibaly, Diabaté |

| 16 de dezembro | Croácia    | 31 – 32           | Brasil       | Ginásio do Ibirapuera, São Paulo            |
| 14:30          | Penezić 10 | (15–14) Relatório | Nascimento 7 | Público: 200 Árbitro: SWE Kliko e Johansson |

### Semifinal
| 16 de dezembro | França       | 28 – 23           | Dinamarca   | Ginásio do Ibirapuera, São Paulo               |
| 17:15          | Lacrabère 10 | (14–12) Relatório | Jørgensen 7 | Público: 1 500 Árbitro: CRO Gubica e Milošević |

| 16 de dezembro | Noruega | 30 – 22          | Espanha   | Ginásio do Ibirapuera, São Paulo              |
| 20:00          | Løke 7  | (16–9) Relatório | Aguilar 6 | Público: 2 500 Árbitro: LTU Gatelis e Mazeika |

### Disputa pelo 7º lugar
| 18 de dezembro | Angola             | 29 – 32           | Croácia  | Ginásio do Ibirapuera, São Paulo              |
| 11:45          | L. Kiala, Carlos 7 | (12–14) Relatório | Zebić 11 | Público: 500 Árbitro: NOR Arntsen e Gullaksen |

### Disputa pelo 5º lugar
| 18 de dezembro | Rússia     | 20 – 36           | Brasil       | Ginásio do Ibirapuera, São Paulo                      |
| 09:00          | Bliznova 5 | (11–18) Relatório | Nascimento 8 | Público: 1 500 Árbitro: FRA Bonaventura e Bonaventura |

### Disputa pelo 3º lugar
| 18 de dezembro | Dinamarca  | 18 – 24         | Espanha   | Ginásio do Ibirapuera, São Paulo           |
| 14:30          | Nørgaard 4 | (9–9) Relatório | Martín 10 | Público: 2 000 Árbitro: ISR Cohen e Peretz |

### Final
| 18 de dezembro | França           | 24 – 32           | Noruega           | Ginásio do Ibirapuera, São Paulo               |
| 17:15          | Spincer, Mendy 4 | (13–19) Relatório | Lunde-Borgersen 6 | Público: 4 000 Árbitro: CRO Gubica e Milošević |

## Classificação final
| Campeão | Vice-campeão | Terceiro lugar |
| Noruega (2º título) Kari Aalvik Grimsbø · Mari Molid · Stine Bredal Oftedal · Ida Alstad · Heidi Løke · Tonje Nøstvold · Karoline Dyhre Breivang · Kristine Lunde-Borgersen · Kari Mette Johansen · Marit Malm Frafjord · Katrine Lunde Haraldsen · Linn Jørum Sulland · Linn-Kristin Riegelhuth · Gøril Snorroeggen · Amanda Kurtović · Camilla Herrem | França Amélie Goudjo · Blandine Dancette · Nina Kamto Njitam · Camille Ayglon · Angélique Spincer · Allison Pineau · Claudine Mendy · Paule Baudouin · Amandine Leynaud · Marie-Paule Gnabouyou · Audrey Bruneau · Cléopâtre Darleux · Siraba Dembele · Audrey Deroin · Raphaëlle Tervel · Mariama Signate · Alexandra Lacrabère | Espanha Cristina González · Andrea Barnó · Carmen Martín · Nely Carla Alberto · Verónica Cuadrado · Marta Mangué · Macarena Aguilar · Silvia Navarro · Jessica Alonso · Elisabet Chávez · Elisabeth Pinedo · Vanessa Amorós · Nerea Pena · Patricia Pinedo · Patricia Elorza · Mihaela Ciobanu |

| 4  | Dinamarca       |
| 5  | Brasil          |
| 6  | Rússia          |
| 7  | Croácia         |
| 8  | Angola          |
| 9  | Suécia          |
| 10 | Coreia do Sul   |
| 11 | Montenegro      |
| 12 | Islândia        |
| 13 | Roménia         |
| 14 | Japão           |
| 15 | Países Baixos   |
| 16 | Costa do Marfim |
| 17 | Alemanha        |
| 18 | Tunísia         |
| 19 | Cazaquistão     |
| 20 | Uruguai         |
| 21 | China           |
| 22 | Cuba            |
| 23 | Argentina       |
| 24 | Austrália       |